# Lucien Chervin

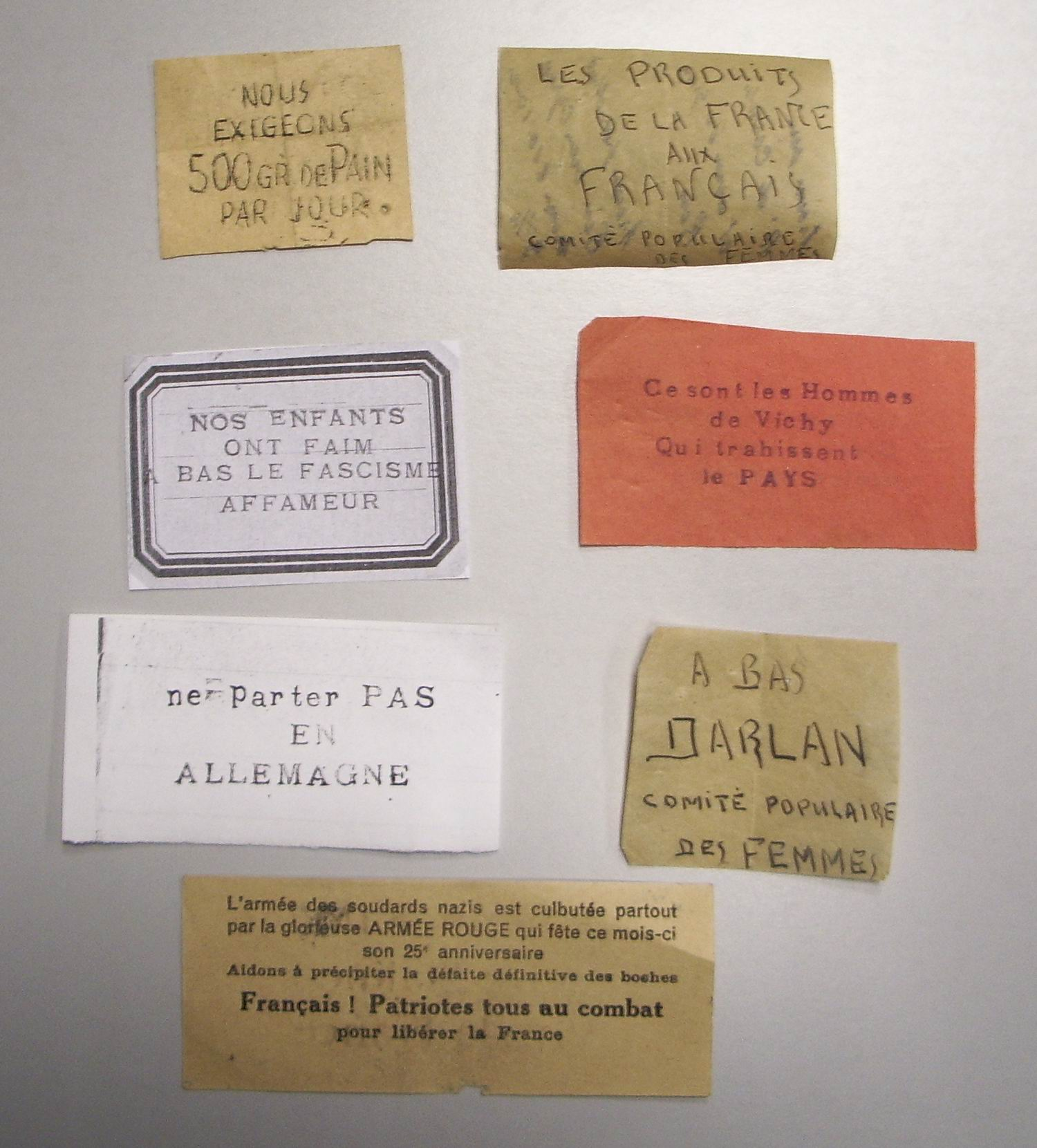
Papillons de propagande trouvés à Nice.

Lucien Orfila Chervin naît le 20 mai 1900 à Paris, 14e arrondissement, et meurt le 28 août 1944 à Nice, est un teinturier et un résistant français membre des FTPF-FFI.
Il est le fils de Georges Henri Adrien Chervin et de Camille Marie Hamard, teinturiers. Il est marié avec Louise Buet depuis le 5 août 1944, divorcé de Louise Nogier avec qui il a eu une fille, Lucienne née le 14/02/1924. Il est domicilié au 29 bis de l'avenue Montclar, proche du Palais Stella.
Pour soutenir le moral des Niçois et proche des lieux fréquentés par la milice, il mène avec son groupe des opérations « éclair » de distribution de papillons et de badigeonnage sur les murs d’inscriptions anti-nazies.
L'insurrection de Nice est déclenchée le 28 août 1944. Avec d'autres FFI, Lucien Chervin prend le contrôle du passage à niveau (actuel carrefour du 28-Août). À partir de 8h30 et jusque 10h30, une fusillade éclate avec des troupes allemandes qui remontent le boulevard Gambetta pour reprendre le contrôle du passage à niveau. Auguste Gouirand et Lucien Chervin sont retranchés derrière le kiosque à journaux situé à quelques dizaines de mètres du passage à niveau. Ils sont tous les deux grièvement blessés d'une balle reçue en pleine tête. Ils sont évacués vers la clinique rue Mantéga. Auguste Gouirand y décède vers vingt heures.
Il est déclaré Mort pour la France, suivant la lettre du 18 juillet 1945, du secrétariat général aux Anciens Combattants.
Une plaque commémorative située au 2, boulevard de Cessole rend aujourd'hui hommage aux résistants tués ce jour-là dans les combats autour du passage à niveau (actuel carrefour du 28-Août). Lucien Chervin est également présent sur le monument commémoratif pour les résistants du 4e canton de Nice situé dans le Jardin Alsace-Lorraine à Nice et sur le monument commémoratif de la Libération de Nice situé à l'angle du boulevard Joseph Garnier et du carrefour du 28 août.
Son corps est inhumé dans la Nécropole Nationale de Luynes à Aix-en-Provence, carré E, rang n° 10, tombe individuelle n° 38.